# Handball femminile Conversano
L'Handball femminile Conversano, fino al 2018 chiamata Amatori Handball Conversano, è una squadra di pallamano femminile di Conversano, che milita nel campionato di serie A2 femminile. Spesso chiamata anche Indeco Conversano.

## Storia
La squadra viene fondata nel 1973 come Amatori Handball Conversano.
Verso la fine degli anni '90, dopo molti anni, Conversano torna ad avere una squadra di pallamano femminile che partecipa al campionato regionale di serie B.
La squadra viene sponsorizzata da Papillon, già sponsor della squadra maschile di A1. 
Nella stagione 2002-2003, con il terzo posto in classifica, la squadra ottiene la promozione in A2, e l'anno successivo ottiene la promozione in A1. Nella stagione 2004-2005 retrocede in A2.
Nel 2007 la squadra torna nuovamente in seria A1. La squadra termina il campionato all'ultimo posto con soli 3 punti che costa il ritorno nella serie cadetta. Le soddisfazioni arrivano dalla squadra under 16 che battendo in finale il Venezia per 22-20 vince il campionato d'Italia under 16.
Nel 2016 la squadra vince nell'ordine il campionato italiano, la Coppa Italia e la Supercoppa.
Nel 2018 la squadra ha dovuto rinunciare alla promozione in serie A per mancanza di fondi e di risorse.

## Rosa 2025/2026

### Giocatrici
| N° | Naz.               | Ruolo | Sportivo                   | Anno | Alt. | Peso |
| -- | ------------------ | ----- | -------------------------- | ---- | ---- | ---- |
| 2  | Italia (bandiera)  | A     | Ilaria Di Mise             | 2007 | 162  | 50   |
| 3  | Italia (bandiera)  | T     | Carmen Caccioppoli         | 1997 | 165  | 62   |
| 4  | Italia (bandiera)  | A     | Maghy Di Leo               | 2005 | 158  | 54   |
| 5  | Italia (bandiera)  | A     | Michela Martino            | 2007 | 168  | 58   |
| 8  | Italia (bandiera)  | A     | Sophie Sarcià              | 2010 | 165  | 53   |
| 9  | Italia (bandiera)  | C     | Silvia Sofia Berardi       | 2009 | 162  | 55   |
| 10 | Italia (bandiera)  | PV    | Ilaria Mastroscianni       | 1997 | 162  | 60   |
| 11 | Italia (bandiera)  | T     | Francesca Martinelli       | 2004 | 173  | 65   |
| 12 | Italia (bandiera)  | P     | Donatella Giannini         | 2009 | 168  | 65   |
| 13 | Albania (bandiera) | A     | Sonia Duda                 | 2003 | 160  | 65   |
| 14 | Romania (bandiera) | A     | Paula Aftodor              | 1997 | 168  | 65   |
| 15 | Italia (bandiera)  | A     | Claudia Candela            | 2006 | 170  | 65   |
| 16 | Italia (bandiera)  | T     | Claudia Simone             | 1993 | 168  | 62   |
| 17 | Italia (bandiera)  | T     | Alessandra Maria Guglielmi | 2007 | 175  | 70   |
| 18 | Italia (bandiera)  | T     | Sofia Di Maggio            | 2008 | 175  | 65   |
| 19 | Italia (bandiera)  | T     | Mimie Nardomarino          | 2005 | 165  | 58   |
| 21 | Italia (bandiera)  | A     | Karol Paciello             | 2010 | 165  | 60   |
| 23 | Italia (bandiera)  | C     | Fonte De Marinis           | 2010 | 165  | 50   |
| 24 | Italia (bandiera)  | PV    | Raffaella Fanelli          | 2007 | 168  | 65   |
| 33 | Italia (bandiera)  | C     | Ilaria De Nigris           | 2010 | 155  | 45   |
| 91 | Italia (bandiera)  | PV    | Ritanna Di Maggio          | 2008 | 178  | 82   |
| 99 | Italia (bandiera)  | P     | Giulia Gattulli            | 1992 | 162  | 65   |

### Staff tecnico
- Allenatore:  Esteban Alonso
- Allenatore portieri:  Leonardo Lopasso

## Palmarès

### Competizioni nazionali
- Campionato italiano di pallamano femminile: 2

2014-15, 2015-16
- Coppa Italia (pallamano femminile): 4

2014-15, 2015-16, 2016-17, 2017-18
- Supercoppa italiana (pallamano femminile): 3

2014, 2015, 2016

### Competizioni giovanili
•   Campionato italiano di pallamano femminile Under-17:  1
2018-19
- Campionato italiano di pallamano femminile Under-14: 1

2015-16
- Campionato italiano di pallamano femminile Under-16: 2

2008-09 ; 2024-25
- Campionato italiano di pallamano femminile Under-18: 1

2014-15